# Йосино
Йосино (на японски: 吉野川, Yoshino-gawa) е река в Япония, най-голямата на остров Шикоку, вливаща се във Вътрешно Японско море. С дължина 194 km и площ на водосборния басейн 3750 km² река Йосина води началото си от южния склон в най-високата част на хребета Исидзути, в централната част на остров Шикоку, на 1220 m н.в. В горното и средното си течение е типична планинска река, с тясна и дълбока долина и бързо течение. При град Веки излиза от планините, тече на изток в широка долина и при град Токушима чрез малка делта се влива в протока Кии, свързващ Вътрешно Японско море с Тихия океан. Има типичен мусонен режим с ясно изразено лятно пълноводие. В горното ѝ течение е изградена мощната ВЕЦ „Самура“, а в долното водите ѝ се използват за напояване. По време на пълноводие е плавателна за плитко газещи речни съдове на около 70 km от устието си. В средното и долното течение долината ѝ е гъсто населена, като най-големите селища са градовете Икеда, Веки, Кавашима, Токушима.